# Fijn Weekend
Fijn Weekend is een Nederlandse romantische komedie film uit 2023 geregisseerd door Jon Karthaus. De film ging op 19 januari 2023 in première.

## Verhaal
De film volgt een hechte vriendengroep die samen komen in de Franse Bourgogne om hun overleden vriend ter eren tijdens een speciaals georganiseerd herdenkingsweekend. Echter tijdens dit weekend besluit de weduwe onverwachts haar nieuwe liefde voor te stellen aan de vriendengroep, hierbij lopen de emoties bij sommige hoog op wat ervoor zorgt dat de onderlinge verhoudingen volledig op scherp komen te staan.

## Rolverdeling
| acteur            | personage                    |
| ----------------- | ---------------------------- |
| Sarah Chronis     | Titia                        |
| Carolien Karthaus | Kato                         |
| Lisa Zweerman     | Evelien                      |
| Kay Greidanus     | Bram                         |
| Jon Karthaus      | Job                          |
| Steef de Bot      | Jelmer                       |
| Aus Greidanus     | Aad                          |
| Ludwig Bindervoet | Olivier                      |
| Philippe Lafaye   | Franse boer                  |
| Otis Karthaus     | oudste zoon van Job en Kato  |
| Elias Karthaus    | jongste zoon van Job en Kato |

## Achtergrond
De film werd op 29 april 2022 officieel aangekondigd door regisseur Jon Karthaus, die tevens meeschreef aan het scenario van de film en er ook een rol in vertolkt. Tijdens deze bekendmaking werden ook de eerste namen waaronder: Carolien Karthaus, Sarah Chronis, Kay Greidanus, Steef de Bot en Lisa Zweerman. De laatste drie genoemde schreven tevens mee met Karthaus aan de scenario voor de film.
Fijn Weekend ging vervolgens op 19 januari 2023 in première. Drie maanden later, op 27 april 2023, maakte de film zijn debuut op streamingdienst Netflix. In zijn eerste week op Netflix kwam de film op de vijfde plaats terecht in de top tien van best bekeken films op Netflix.

## Trivia
- Jon Karthaus en Carolien Karthaus zijn zowel in het echt als in de film een getrouwd stel. In de film spelen hun twee zonen eveneens hun kinderen.